# Mikhail Lyubich

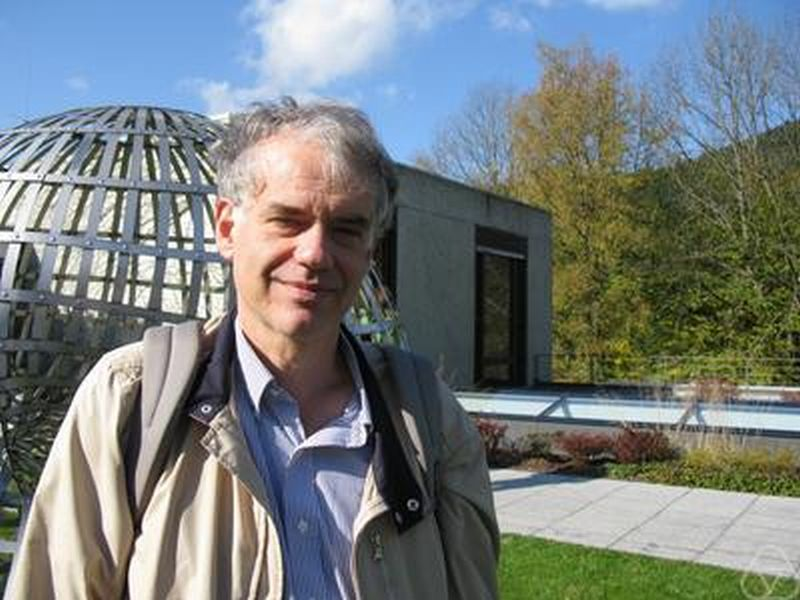
Mikhail Lyubich, Oberwolfach 2008

Mikhail Lyubich (russisch Михаил Юрьевич Любич, Transkription Michail Jurjewitsch Ljubitsch; * 25. Februar 1959 in Charkiw) ist ein russisch-US-amerikanischer Mathematiker, der sich mit Dynamischen Systemen befasst.
Lyubich ist der Sohn des Mathematikprofessors Juri Iljitsch Ljubitsch an der Universität Charkiw. Er studierte an der Universität Charkiw von 1975 bis 1980 (mit dem Diplom-Abschluss Entropie rationaler Abbildungen), musste für die Promotion 1984 wegen der antisemitischen Bildungspolitik in der damaligen Sowjetunion an die Universität Taschkent (Dynamics of rational maps and their invariants). 1989 verließ er mit seiner Familie die Sowjetunion und ging an die State University of New York at Stony Brook (SUNY) auf Einladung von John Milnor. Er wurde dort 1990 Assistant Professor und später Professor. Von 2002 bis 2008 war er auch Professor an der University of Toronto (auf einem Canada Research Chair). Seit 2007 ist er Direktor des Institute of Mathematical Sciences (IMS) an der SUNY.
Er arbeitete schon in der Sowjetunion für seine Dissertation über Dynamik in einer komplexen Variable, speziell die Ergodentheorie und Stabilität der Abbildung mit rationalen Funktionen. Er bewies die Existenz eines Maßes für die maximale Entropie einer rationalen Abbildung (Lyubich Maß).
Lyubich bewies Ende der 1990er Jahre das von Mitchell Feigenbaum, Pierre Coullet und Tresser Ende der 1970er Jahre entdeckte Phänomen der Universalität der  Periodenverdopplungskaskaden quadratischer Abbildungen des Einheitsintervalls auf analytische Weise (ein Computerbeweis existierte schon seit 1982 durch Oscar Lanford). Genauer bewies er die von Feigenbaum vermutete Existenz eines hyperbolischen Fixpunkts der zugehörigen Renormierungsgruppentransformation, nicht nur für die Periodenverdopplung, sondern allgemein für Renormierungs-Operatoren von beschränktem Typ. Strenge Beweise in Feigenbaums Renormierungsgruppen-Theorie waren im Rahmen der komplexen Dynamik zuvor schon von Dennis Sullivan und Curtis McMullen gegeben worden und von Lyubich wurde in gewisser Weise ein Schlussstein gesetzt. Außerdem bewies Lyubich die Selbstähnlichkeit in der Umgebung gewisser Punkte der Mandelbrotmenge (vermutet von Milnor).
Lyubich zeigte Ende der 1990er Jahre, dass in der Klasse der Abbildungen durch quadratische reelle Funktionen Hyperbolizität dicht verteilt ist (was unabhängig auch durch Grzegorz Swiatek und J. Graczyk bewiesen wurde), eine lange offene Vermutung. 1998 bewies er, dass fast alle quadratischen reellen Abbildungen regulär oder stochastisch sind.
Mit Jeremy Kahn verfolgt er ein Programm zum Beweis des lokalen Zusammenhangs der Mandelbrot-Menge (einer wichtigen offenen Vermutung in der komplexen Dynamik).
1994 war er Invited Speaker auf dem Internationalen Mathematikerkongress in Zürich (On the borderline of real and complex dynamics). 1987 erhielt er den Preis der Leningrader Mathematischen Gesellschaft. 1991 war er Sloan Research Fellow und 2002 Guggenheim Fellow. 2010 erhielt er den Jeffery-Williams-Preis. Er ist Fellow der American Mathematical Society. Er wurde als Plenarsprecher auf dem Internationalen Mathematikerkongress 2014 in Seoul ausgewählt (Analytic Low-Dimensional Dynamics: from dimension one to two). 2019 wurde Lyubich in die American Academy of Arts and Sciences gewählt, 2022 in die National Academy of Sciences.

## Schriften
- Feigenbaum-Coullet-Tresser Universality and Milnor's Hairiness Conjecture, Annals of Mathematics, Band 149, 1999, S. 319–420.
- Almost every quadratic map is either regular or stochastic, Annals of Mathematics, Band 156, 2002, S. 1–78
- Dynamics of quadratic polynomials, I-II. Acta Mathematica, Band 178, 1997, S. 185–297, Teil 3 Asterisque, Band 261, 2000, S. 173–200 (Douady Volume)
- mit M. Yampolski Dynamics of quadratic polynomials: complex bounds for real maps, Annales Institut Fourier, Band 47, 1997, S. 1219–1255
- Combinatorics, geometry and attractors of quasi-quadratic maps, Annals of Mathematics, Band 140, 1994, S. 347–404.
- mit Artur Avila, Welington de Melo Regular or stochastic dynamics in real analytic families of unimodal maps, Inventiones Mathematicae, Band 154, 2003, S. 451–550.
- Regular and stochastic dynamics in the real quadratic family, Proc. Nat. Acad. Sciences USA, Band 95, 1998, S. 14025–14027, pdf
- The quadratic family as a qualitatively solvable model of chaos, Notices of the American Math. Society, Oktober 2000, Online
- The measure of maximal entropy of a rational endomorphism of the Riemann sphere, Functional Analysis and Applications, Band 16, 1982, S. 78–79.
- The dynamics of rational transforms: the topological picture, Russian Mathematical Surveys, Band 41, 1986, S. 43–117.